# Lobobunaea weymeri
Lobobunaea weymeri är en fjärilsart som beskrevs av Aurivillius. Lobobunaea weymeri ingår i släktet Lobobunaea och familjen påfågelsspinnare. Inga underarter finns listade i Catalogue of Life.